# Айбунар
Айбунар — поліметалічна копальня мідної доби, найбільший рудник Європи, Азії і Африки цієї епохи. 

## Історія
Айбунар відкритий і досліджений археологічною експедицією в 1971- 74 рр. 
Вражаючими для свого часу є обсяги гірничих робіт Ай Бунару. За часи розробки родовища давніми гірниками було видобуто 20 – 30 тис. т гірської маси, а виплавка міді становить близько 1000 т. Цікавою особливістю ведення робіт було те, що після закінчення експлуатації кар’єрів їх вироблений простір був заповнений пустою породою, для чого було переміщено до 20 тис. т гірської маси. Такі масштаби земляних робіт, не пов’язаних із видобувною діяльністю, свідчать про величезне значення в житті архаїчних гірників сакральних уявлень і факторів ритуальної дії.   

## Характеристика
Розташована в Півд. Болгарії, за 8 км від м. Стара-Загора. Руди комплексні, осн. компонент — мідь, присутні також цинк, свинець, арсен, стибій, бісмут, срібло. Окиснені рудні мінерали виходять на поверхню на ділянці 1,5 км.
Рудне тіло мало тут гідротермальний (жильний) характер, виходило на поверхню на пагорбах висотою 330 – 400 м і перетинало ламаною дугою довжиною близько 1,5 км три пагорки. Мідь містилась в окиснених мінеральних сполуках малахіту та азуриту з компонентами арсену, стибію, свинцю й срібла. 

## Технологія розробки
В V — поч. IV тис. до н. е. були закладені 11 виробок типу відкритих щілинних кар’єрів, довжина яких до 110 м (загальна довж. кар’єрів до 500 м); шир. від 0,5 до 8-10 м, глиб. 20-30 м. Обсяг гірничої маси за час розробки становив 20-30 тис. т, видобуток руди — не менше за 2-3 тис. т, виплавка міді — 500 -1000 т. Після закінчення робіт відвали пустої породи (18-27 тис. т) були знову переміщені у відпрацьовані кар’єри.  «А.» і дрібніші рудники цього району слугували одним з осн. джерел міді для населення Болгарії, Румунії, Молдавії і України.  
Розробки представлені одинадцятьма давніми виробками у формі великих траншей (щілястих кар’єрів), довжина яких становила від 15 до 80 м, ширина – від 2 до 20 м. Форма й розміри виробок були зумовлені конфігурацією рудного тіла. Руйнування порід (вапняків і мергелей) проводили роговими кирками й мідними сокирами. Використовували сухе збагачення руд шляхом їх подрібнення кам’яними молотами з відбором мідного концентрату.